# Ristorante Paradiso
Ristorante Paradiso (リストランテ・パラディーゾ, Risutorante Paradīzo), aussi connu sous le nom de Rispara (リスパラ, Risupara), est un manga créé par Natsume Ono, détaillant la vie quotidienne du personnel d'un restaurant à Rome. La série a d'abord été publiée dans Manga Erotics F entre mai 2005 et mars 2006 avant d'être publié en un volume relié par l'éditeur Ohta Publishing. La version française est publiée par Kana en un volume en janvier 2010.
Une série dérivée, Gente ~Ristorante no Hitobito~, a été publiée entre 2006 et 2009 dans le même magazine et compte un total de trois volumes reliés. La version française est publiée par Kana sous le titre Gente en trois volumes sortis entre janvier 2010 et juillet 2010,.
Une adaptation animée en onze épisodes, réalisée par le studio David Production, est diffusée au Japon entre avril 2009 et juin 2009 sur la case horaire Noise de Fuji TV.

## Synopsis
L'histoire suit le personnage de Nicoletta, venant de la campagne italienne et arrivant à Rome où elle va travailler en tant qu'apprenti dans le restaurant de Lorenzo, nouveau mari de sa mère Olga.

## Personnages
Nicoletta (ニコレッタ, Nikoretta)
Santo Claudio Paradiso (サント・クラウディオ・パラディーゾ, Santo Kuraudio Paradīzo)
Luciano de Luca (ルチアーノ・デ・ルーカ, Ruchiāno de Rūka)
Vito (ヴィート, Vīto)

## Anime
L'adaptation en série télévisée d'animation est annoncée en novembre 2008. Comptant un total de 11 épisodes, elle est produite par le studio David Production avec une réalisation de Mitsuko Kase et un scénario de Shinichi Inotsume. Elle est diffusée au Japon entre avril 2009 et juin 2009 sur la case horaire Noise de Fuji TV.

### Documentation
- Paul Gravett (dir.), « Les années 2000 : Ristorante Paradiso », dans Les 1001 BD qu'il faut avoir lues dans sa vie, Flammarion, 2012 (ISBN 2081277735), p. 853.